# OTOR
OTOR‏ (Otoraplin) هوَ بروتين يُشَفر بواسطة جين OTOR في الإنسان.